# Dictyocaryum ptarianum
Dictyocaryum ptarianum är en enhjärtbladig växtart som först beskrevs av Julian Alfred Steyermark, och fick sitt nu gällande namn av Harold Emery Moore och Julian Alfred Steyermark. Dictyocaryum ptarianum ingår i släktet Dictyocaryum och familjen Arecaceae. Inga underarter finns listade i Catalogue of Life.